# بول موراي (مؤلف)
بول موراي (بالإنجليزية: Paul Murray)‏ (1975، دبلن في جمهورية أيرلندا)؛ كاتِب ومؤلِّف، كاتب سيناريو وروائي أيرلندي.

## الجوائز
- جائزة نيرو الذهبية للكتاب/ Nero Gold Prize 2024 عن رواية " لدغة النحلة".[4]